# Anantnag
Anantnag är den tredje största staden i det indiska unionsterritoriet Jammu och Kashmir, och är huvudort i ett distrikt med samma namn. Folkmängden uppgick till 109 433 invånare vid folkräkningen 2011, med förorter 159 838 invånare.